# Marche de la mort de Bataan

Trajet de la marche forcée.

La marche de la mort de Bataan (en anglais Bataan Death March, en japonais Batān shi no kōshin) est une marche de la mort qui eut lieu aux Philippines, du 9 avril au 1er mai 1942, et fut comptée ultérieurement comme l'un des crimes de guerre japonais.
La marche forcée concerna de 70 000 à 85 000 prisonniers de guerre américains et philippins capturés par l'Armée impériale japonaise après la bataille de Bataan qui avait duré trois mois, celle-ci étant elle-même un épisode de la bataille des Philippines  durant la guerre du Pacifique.

## Déroulement

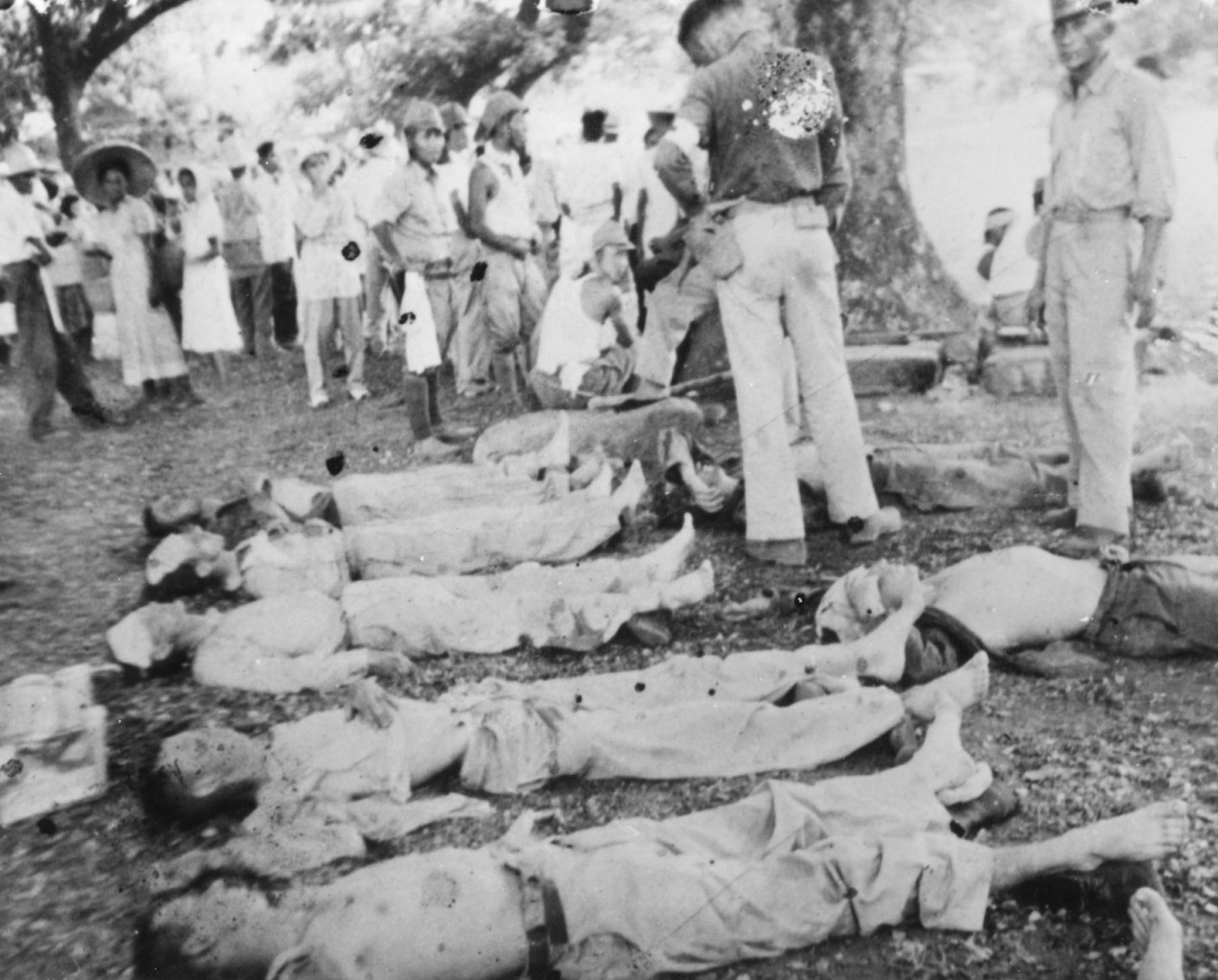
Cadavres de soldats ayant péri au cours de la Marche.

Le trajet, long de 97 km, commençait à Cabcaben, dans la péninsule de Bataan, pour s'achever au camp O'Donell (en). Pour les prisonniers, cette épreuve consista en une marche quasi permanente, jour et nuit, sans nourriture et avec très peu d'eau, des violences physiques, des meurtres et d'autres actes de sauvagerie ou de sadisme perpétrés par les soldats japonais tout le long du trajet. Tout prisonnier qui s'arrêtait ou se plaignait était exécuté (abattu par balle ou à la baïonnette, ou encore gorge tranchée). Parmi les actes de barbarie rapportés, les camions japonais empruntant la route des prisonniers roulaient systématiquement sur toute personne tombée à terre et depuis ces mêmes camions, les soldats japonais laissaient volontairement saillir leur baïonnette à hauteur d'homme.
La malnutrition est systématique. Après la marche de la mort, la détention au camp O'Donnell, et au camp japonais à Inchon (Corée du Sud), le capitaine Harold Keith Johnson ne pèse plus que 42 kg au lieu de son poids normal de 82 kg. Les corps décharnés (squelettiques) des prisonniers démontrent tout le calvaire qu’ils ont enduré,.

## Nombre de morts
Le nombre exact de morts est impossible à déterminer, mais certains historiens ont indiqué un minimum de 6 000 à 11 000 morts. Le rapport officiel de l'armée américaine a évalué ce nombre à environ 23 500, dont 22 000 Philippins, pendant que le Tribunal de Manille, où fut jugé le général Masaharu Honma, a quant à lui retenu le chiffre de 20 000 morts sur 78 000 prisonniers. Certains rapports alliés d'après-guerre indiquaient eux que seulement 54 000 des 72 000 prisonniers atteignirent leur destination. À ces chiffres s’ajoute le nombre de morts dans les jours qui ont suivi l'arrivée dans les camps.
En tout cas, la mortalité était effarante : Des 22 000 Américains de toutes armes capturés par les Japonais sur la péninsule de Bataan, seuls 15 000 rentrèrent aux États-Unis, soit un taux de mortalité de plus de 30 %. En comparaison, les Alliés prisonniers de guerre détenus par les Nazis ont connu un taux de mortalité de 3 %.

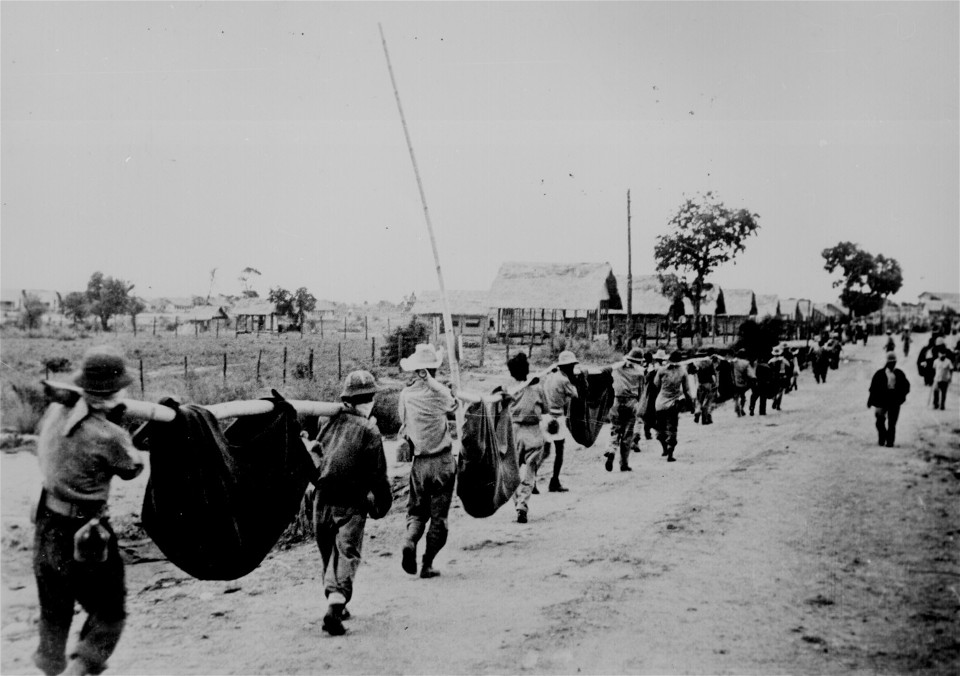
Cortège de prisonniers vers le camp O'Donnell.

## Conséquences
Condamné à mort le 11 janvier 1946, le général Honma fut fusillé le 3 avril de la même année à la prison de Los Baños (où son collègue le général Tomoyuki Yamashita a été exécuté le 23 février 1946 par pendaison). De nombreux doutes[Qui ?] ont toutefois été soulevés sur sa responsabilité directe dans les événements, bon nombre de faits pointant notamment en direction du chef d'état-major de l'armée, Hajime Sugiyama, et de son envoyé spécial, le colonel Masanobu Tsuji. Sugiyama se suicida en 1945. Tsuji ne fut jamais jugé et retourna au Japon en 1952 et fut élu député du Parti libéral démocrate au sein du gouvernement de Nobusuke Kishi.

Cet événement eut un retentissement médiatique considérable aux États-Unis.

### Filmographie
- Le film Le Grand Raid (The Great Raid), de John Dahl, met en scène un commando d'Américains et de Philippins montant une opération pour libérer des survivants de la marche de la mort emprisonnés à Cabanatuan.
- Le film Death March (2013) un film philippin d'Adolfo Alix Jr. (en), est consacré à la marche de Bataan. Sorti en 2013 (Bande-annonce[9]), le film a été présenté au Festival de Cannes 2013, dans la section Un Certain Regard[10].